# 遺伝的浮動

遺伝的浮動のシミュレーション。ある一つの対立遺伝子について、異なる集団サイズ別に、50世代にわたる10回のシミュレーション結果を示している。シミュレーション条件は、集団サイズ, nが上から、n=20, 200, 2000. 対立遺伝子の初期頻度が0.5. これらの結果を見ると、対立遺伝子が集団から除かれる(頻度が0の場合)、あるいは、集団に固定する(頻度が1の場合)ことは、集団サイズが最も小さいシミュレーションでのみ起こっている。

遺伝的浮動（いでんてきふどう、genetic drift）とは、無作為抽出の効果によって生じる、遺伝子プールにおける対立遺伝子頻度の変化である。機会的浮動ともいう。この対立遺伝子頻度の変化には自然選択の効果は含まれていない。
具体的には、ある子世代における対立遺伝子（allele）は親世代の対立遺伝子からの無作為抽出で決定される、生物学的なモデルを考える。このモデルが仮定していることを現実的に解釈すると、「個体が生殖可能年齢まで生き残り、繁殖に成功するか否かはすべて偶然によって決定されている」ということである。この仮定においては、自然選択や性選択などの効果は無視されている。
この無作為抽出による手順が、子世代から孫世代、さらに曽孫世代・・・と繰り返されるとき、生物集団中の対立遺伝子頻度（allele frequency）はランダムに増減する。このランダム性により、遺伝的浮動は集団から遺伝的変異を取り除く。すなわち、集団中の遺伝的多様性を減少させる効果を持つ。この効果は集団が小さいとき強くなり、集団が大きいとき弱くなる。
遺伝的浮動を含む、中立説の進化における重要性については、自然選択説と対比され、激しい論争を引き起こした。

## 進化との関係
遺伝的浮動は、小規模な交配集団の遺伝子頻度に特に大きな影響をもたらす。その典型的な例として、ボトルネック効果や創始者効果が挙げられる。前者では一時的な個体数の減少、後者では個体群の隔離によって、集団サイズが小さくなった状況を想定する。このような集団では遺伝的浮動による遺伝子頻度の変動は、ときには集団内からのそれらの遺伝子の偶発的な消失を招く。いったん集団から消失した遺伝子は当然ながら後代に受け継がれることはない。このため、その集団の見かけ上の遺伝子の進化速度が速まることになる。

### 中立進化説
中立進化説では、生物の生存に有利でも不利でもない遺伝子の変化、すなわち遺伝的浮動が分子レベルでの進化の主因であると考える。

## 数学的モデル
理想集団における対立遺伝子頻度変化を遺伝的浮動の数学的モデルとして記述するとき、分岐過程や拡散方程式が用いられる。

### Wright–Fisher モデル
ある遺伝子座には２つの対立遺伝子, A, aがあり、各々の頻度をp, qとする。N個体からなる二倍体生物の集団にを考えると、遺伝子のコピー総数は2Nであり、一個体がもつ２つの遺伝子の組み合わせは、ホモ接合の場合とヘテロ接合の場合が考えられる。シューアル・ライトとロナルド・フィッシャーが名づけたWright–Fisher モデルとは、世代が重複しない(例えば、一年生植物)、かつ、子世代に出現する遺伝子のコピーは親世代の遺伝子プールからの無作為抽出であると仮定したモデルである。
このモデルにおいて、子世代集団中で対立遺伝子Aがkコピー得られる確率を表す式は、
{\displaystyle {\frac {(2N)!}{k!(2N-k)!}}p^{k}q^{2N-k}}
二項係数を用いると、
{\displaystyle {2N \choose k}p^{k}q^{2N-k}}

### Moranモデル
Moranモデルは世代が重複することを想定したモデル。各タイムステップにおいて、自身のコピーを生む1個体、死亡する1個体を選ぶ。その結果、任意の対立遺伝子のコピー数は1上昇したり、1減少したり、或いは一定となる。よって、このモデルの遷移確率行列は、一般的に三重対角行列となる。これより、Wright–Fisher モデルよりも、Moranモデルの方が、数学的に解を求めやすいと言える。その一方で、実際のコンピュータシミュレーションではWright–Fisher モデルを使ったほうが、計算にかかるステップ数が少なくすむため楽である。これは、Moranモデルでは、一世代の計算をするためにNタイムステップ(N：有効集団サイズ)かかるのに対し、Wright–Fisher モデルは1ステップで済むためである。
実際、MoranモデルとWright–Fisher モデルは似た結果が得られる。しかし、Moranモデルの方が遺伝的浮動の進行が速い。

### 拡散近似
遺伝子頻度変化の連続的な変化は拡散方程式を用いて記述できる。
集団における対立遺伝子の初期頻度をp, 時間t 経過後の対立遺伝子頻度をx として、確率分布を{\displaystyle \phi (p,x;t)}とする。
時間の流れに従って確率分布を記述する場合、
{\displaystyle {\frac {\partial \phi (p,x;t)}{\partial t}}=-{\frac {\partial \left[M(x)\phi (p,x;t)\right]}{\partial x}}+{\frac {1}{2}}{\frac {\partial ^{2}[V(x)\phi (p,x;t)]}{\partial x^{2}}}},
これは、コルモゴロフの前向き方程式と呼ばれる。
生物学的に解釈すれば、M(x)は世代あたりの定方向性を持つ効果(突然変異、自然選択等)による対立遺伝子頻度変化が起こる確率、V(x)は遺伝的浮動による対立遺伝子頻度変化が起こる確率である。

また、時間の流れに逆らって確率分布を記述する場合、
{\displaystyle {\frac {\partial \phi (p,x;t)}{\partial t}}=M(p){\frac {\partial \phi (p,x;t)}{\partial p}}+{\frac {V(p)}{2}}{\frac {\partial ^{2}\phi (p,x;t)}{\partial p^{2}}}},
これは、コルモゴロフの後ろ向き方程式と呼ばれる。
この式において、左辺が0のとき、全ての集団においてある対立遺伝子が固定している状態を表す。
この場合の式は特に次のように記述される。
{\displaystyle 0=M(p){\frac {{\mathit {d}}u(p)}{{\mathit {d}}p}}+{\frac {V(p)}{2}}{\frac {{\mathit {d}}^{2}u(p)}{{\mathit {d}}p^{2}}}},
{\displaystyle u(p)}は、初期頻度pの対立遺伝子が完全に固定する確率である。